# Josef Sudek
Josef Sudek (ur. 17 marca 1896 w Kolínie, zm. 15 września 1976 w Pradze) – czeski fotograf.

## Życiorys

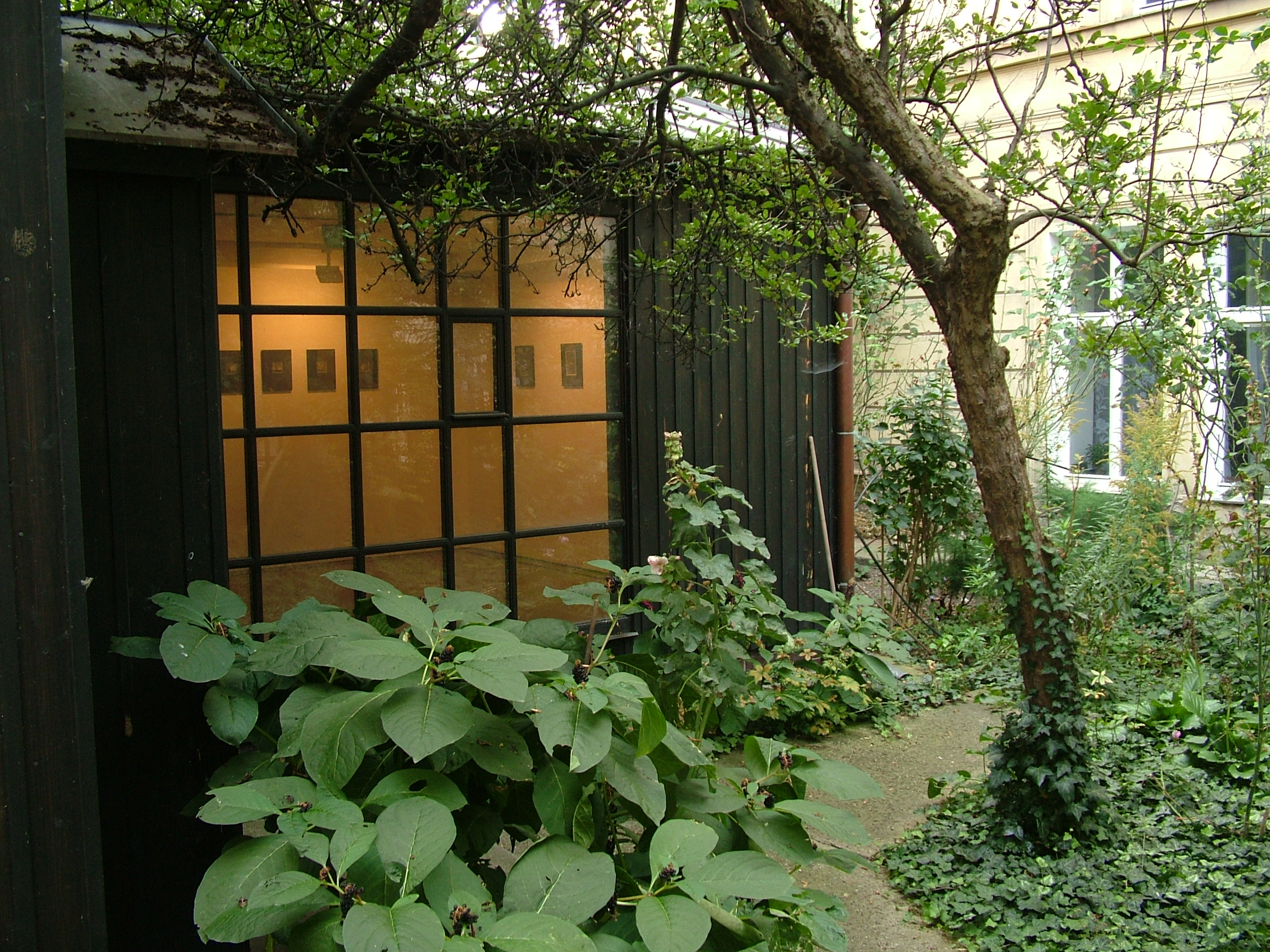
Atelier Sudka

Urodził się 17 marca 1896 roku w Kolínie, w rodzinie malarza pokojowego. Wykształcenie zdobył w wiejskiej szkole w gminie Nové Dvory. W latach 1911–1913 szkolił się do zawodu introligatora w Pradze. Podczas pobytu w Pradze zaczął tworzyć zdjęcia przedstawiające miasto i okolicę. Podstaw fotografii nauczył się prawdopodobnie od siostry, Boženy.
Podczas I wojny światowej służył w austriackim wojsku, w trakcie walk na włoskim froncie w 1917 roku stracił prawą rękę. W okresie rekonwalescencji powrócił do fotografii, ucząc się obsługi wielkoformatowego aparatu lewą ręką. W 1920 roku dołączył do praskiego związku fotografów-amatorów, wykonywał także drobne zlecenia fotograficzne. Przez pewien czas mieszkał w Invalidovnie – praskim pensjonacie dla kombatantów, gdzie utworzył pierwszy znaczący w jego dorobku cykl fotografii o nazwie Z Invalidovny (1922–1927), który przedstawiał mieszkańców gmachu. Zaprzyjaźnił się z fotografem Jaromírem Funke, który zachęcił go do podjęcia studiów na państwowej uczelni artystycznej w Pradze. W rezultacie, w latach 1922–1924 Sudek studiował fotografię w pracowni Karela Nováka. Sudek i Funke sprzeciwiali się konserwatywnym tendencjom w związku fotografów-amatorów, co zaowocowało założeniem w 1924 roku, wraz z Adolfem Schneebergerem, własnego związku fotografów.
Sudek w swoich czarno-białych fotografiach budował charakterystyczny, melancholijny nastrój. Jego głównym środkiem wyrazu była praca ze światłem i jego natężeniem. W latach 1925–1928 stworzył cykl fotograficzny dokumentujący ostatni etap budowy katedry św. Wita. Wykazujące dużą wrażliwość artystyczną, nastrojowe prace ugruntowały jego pozycję.

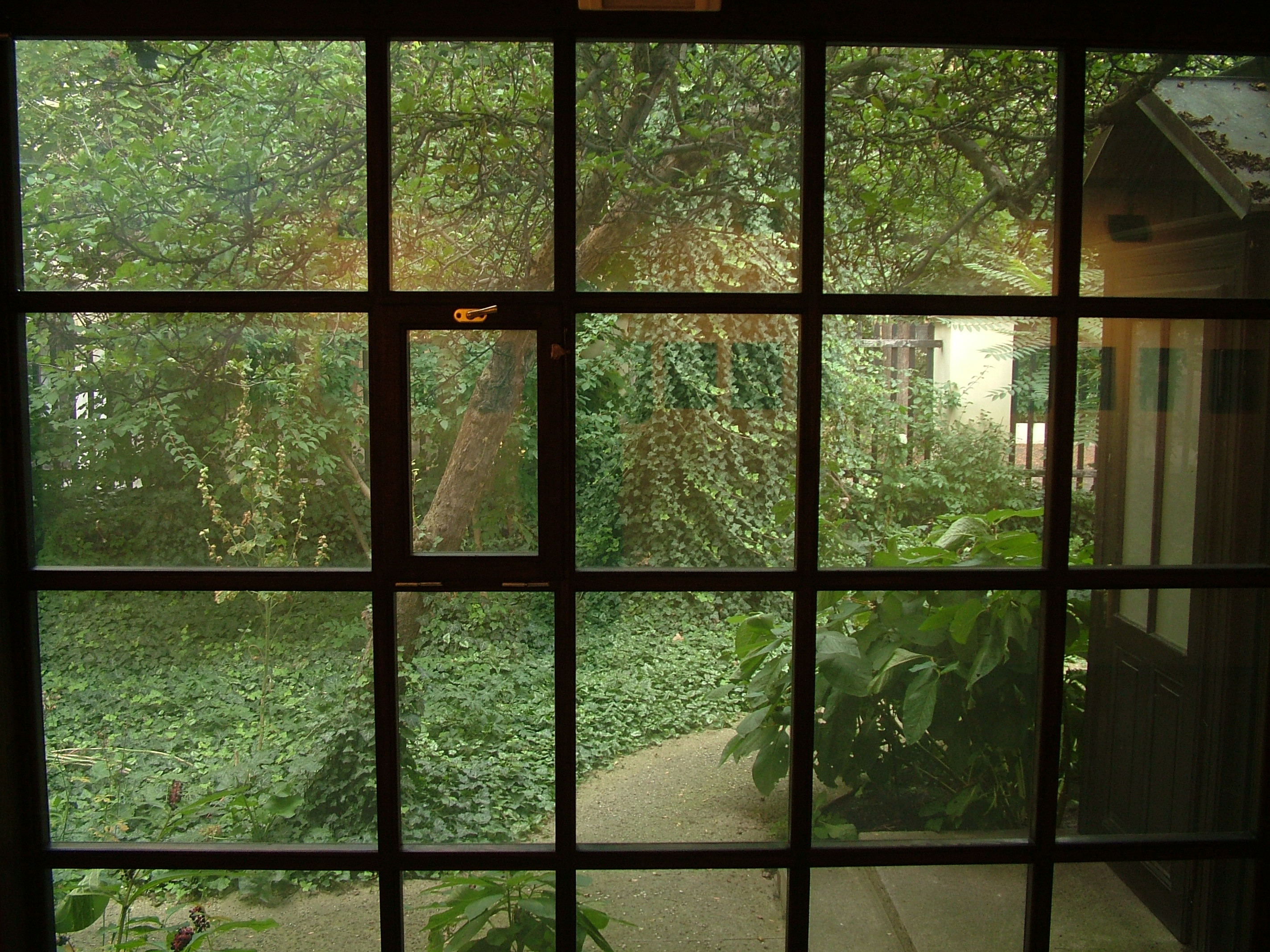
Widok z wnętrza atelier Sudka

W czerwcu 1927 roku przeniósł się do własnego studia fotograficznego, które mieściło się na dziedzińcu kamienicy przy ulicy Újezd 432. Fotograf pracował i mieszkał w nim wraz z siostrą Boženą (jego asystentką) aż do 1959 roku, gdy przeprowadził się do nowego mieszkania, choć nie przestał korzystać z laboratorium znajdującym się w pracowni. Jego siostra pozostała w starym atelier. Współcześnie na miejscu znajduje się replika pracowni, w której mieści się galeria fotografii (pierwotny, zniszczały budynek spłonął w 1985 roku).
W 1928 roku Sudek rozpoczął współpracę z organizacją Družstevní práce, która wydała jego pierwsze portfolio: wybór z fotografii katedry św. Wita, który ukazał się w liczbie 120 podpisanych i numerowanych egzemplarzy. Sudek fotografował obrazy dla magazynu „Volné Směry”, dzięki czemu nawiązał więź ze współczesnymi malarzami, a w szczególności z Františkiem Tichým i Emilem Fillą. W latach 30. wziął udział w licznych wystawach zbiorowych, w tym w międzynarodowej wystawie fotografii w pawilonie Mánes w 1936 roku, w której prezentowano jego dzieła obok prac takich artystów, jak László Moholy-Nagy, John Heartfield, Man Ray, czy Aleksandr Rodczenko.
Od wybuchu II wojny światowej zaczął żyć w odosobnieniu. Skupił się na tworzeniu martwych natur, serii przedstawiających widoki z okien lub bezpośredniej okolicy swego atelier, takich jak Okno mého ateliéru (1940–1954), Procházka po mé zahrádce (1944–1953), Zahrádka mého ateliéru (1950–1970), czy Zátiší na okně mého ateliéru (1950–1958). Jego powojenne fotografie charakteryzowały się senną, niedookreśloną atmosferą i aurą tajemniczości. Po tym, jak w 1940 roku zobaczył stykówkę negatywu z 1905 roku, przestał tworzyć powiększenia swych zdjęć. Od tego czasu stykówki stały się jednym z charakterystycznych aspektów jego twórczości. Używał najczęściej starych aparatów, takich jak Linhof 130×180 mm, czy Zeiss 180×240 mm. Choć większość życia spędził w biedzie i odosobnieniu, stał się najbardziej rozpoznawalnym czeskim fotografem: w latach 70. jego twórczość zdobyła szerokie, międzynarodowe uznanie, dzięki m.in. obszernym retrospektywom w Nowym Jorku i Pradze.
Zmarł 15 września 1976 roku w Pradze.
Jego prace znajdują się w zbiorach m.in. Metropolitan Museum of Art, J. Paul Getty Museum, czy Muzeum Wiktorii i Alberta. Jego imieniem nazwano planetoidę (4176) Sudek. 13 marca 1996 czeska poczta wydała okolicznościowe znaczki pocztowe z jego podobizną.